# Skulik sosnowiec
Skulik sosnowiec (Scymnus suturalis) – gatunek chrząszcza z rodziny biedronkowatych. Naturalnie występuje w Palearktyce; introdukowany został do Nearktyki.

## Taksonomia
Gatunek ten opisany został po raz pierwszy w 1795 roku przez Carla Petera Thunberga. Jako miejsce typowe wskazano Szwecję.

## Morfologia
Chrząszcz o owalnym, wypukłym ciele długości od 1,5 do 2 mm. Głowę ma zwykle ubarwioną czarno. Czułki buduje 11 członów. Przedplecze jest czarne, często w kątach przednich z czerwonobrunatnym rozjaśnieniem. Tarczka jest czarna. Pokrywy mają kolor brunatnożółty z brunatnymi do czarnych: nasadą, smugą wzdłuż szwu i liniami przy krawędziach bocznych. W przeciwieństwie do podobnego S. limbatus ciemna barwa na pokrywach sięga ich wierzchołka. Guzy barkowe pokryw są dobrze zaznaczone. Powierzchnia pokryw ma równomiernie rozmieszczone, nieułożone w skupiska punkty duże. Odnóża mają czarne uda, brunatne golenie i żółtobrunatne stopy. Przedpiersie ma na wyrostku międzybiodrowym dwa żeberka. Na pierwszym z widocznych sternitów odwłoka (pierwszym wentrycie) występują pełne, półokrągłe linie udowe, sięgające łukiem do ⅔ jego długości, a zewnętrznymi końcami do przedniej jego krawędzi.
Jaja są ubarwione pomarańczowo, podłużne, długości około 0,5 mm i średnicy około 0,2 mm.

## Ekologia i występowanie
Owad stenotopowy, preferujący lasy iglaste i mieszane, ale spotykany też na bagnach, w parkach i ogrodach. Bytuje głównie na sosnach, w tym na kosodrzewinie, rzadziej na świerkach, choinach, brzozach i ligustrach. Zarówno larwy jak i owady dorosłe są drapieżnikami żerującymi na mszycach (afidofagia) i czerwcach (kokcydofagia), w tym na ochojnikowatych i Chionaspis salicis. Postacie dorosłe zimują pod odstającą korą, w porastającym pnie mchu oraz wśród opadłego listowia u podstawy pni. Nierzadko zimują gromadnie, tworząc liczące setki osobników agregacje.
Gatunek palearktyczny. W Europie znany jest z Portugalii, Hiszpanii, Irlandii, Wielkiej Brytanii, Francji, Belgii, Luksemburga, Holandii, Niemiec, Szwajcarii, Liechtensteinu, Austrii, Włoch, Malty, Danii, Norwegii, Szwecji, Finlandii, Estonii, Łotwy, Litwy, Polski, Czech, Słowacji, Węgier, Białorusi, Ukrainy, Mołdawii, Rumunii, Bułgarii, Słowenii, Chorwacji, Bośni i Hercegowiny, Czarnogóry, Serbii, Macedonii Północnej, Grecji oraz europejskiej części Rosji. Występuje także w kontynentalnej Afryce Północnej i Makaronezji (na Azorach i Maderze). W Azji zamieszkuje Kaukaz, Zakaukazie, Azję Zachodnią, Mongolię, Syberię i Rosyjski Daleki Wschód. W XX wieku zawleczony został ponadto do Stanów Zjednoczonych. W latach 80' występował już w Pensylwanii, Nowym Jorku, Connecticut, Maryland, Michigan i Wirginii. W 1992 roku po raz pierwszy odnotowano go w Kanadzie (w Quebecu).